# Pied (colonie corallienne)
Pour les articles homonymes, voir Pied.

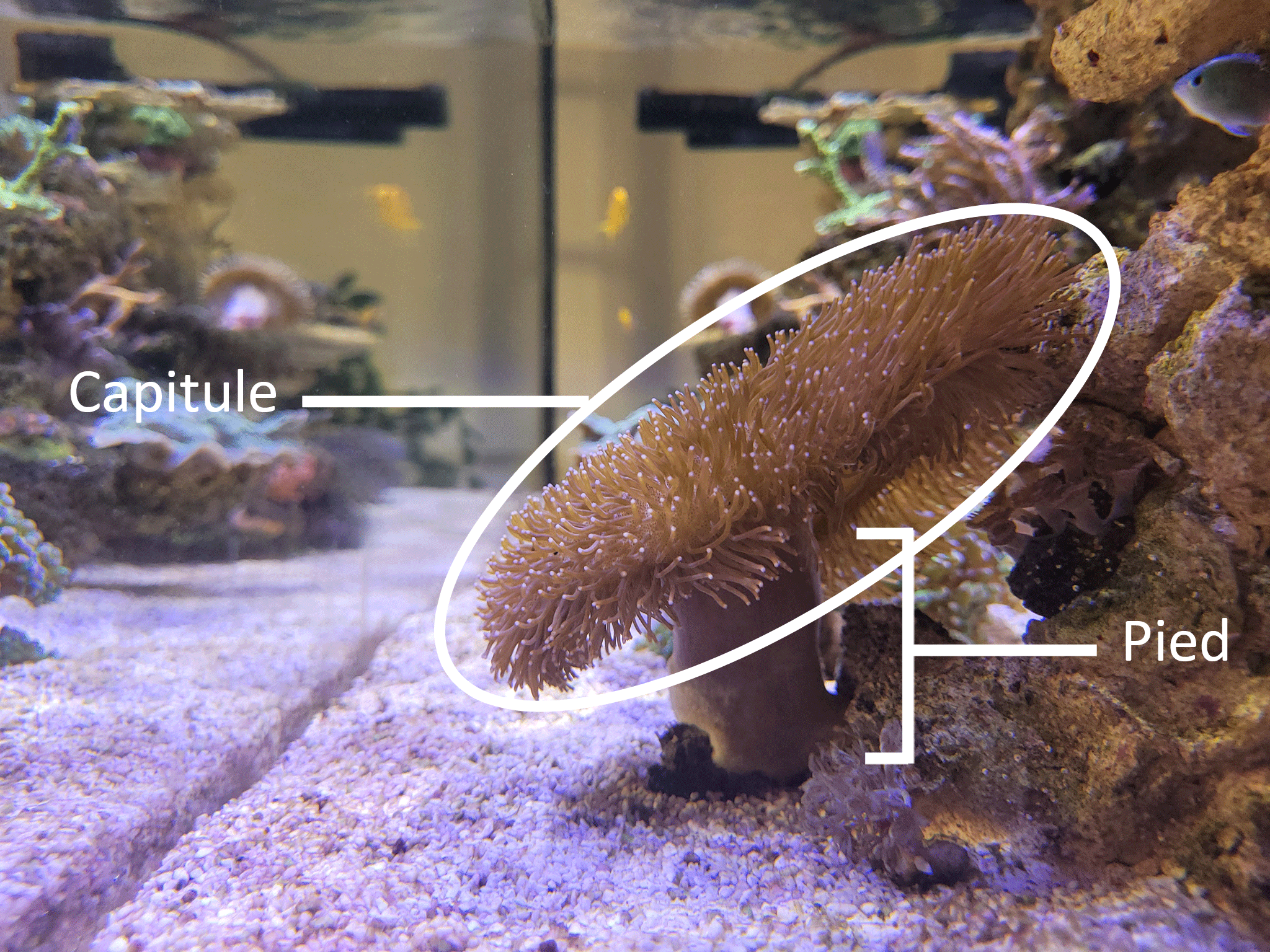
Photo d'une colonie de corail mou (Sarcophyton sp.) avec détail des parties.

Le pied est le nom donné chez une colonie de coraux mous à une zone inférieure de la colonie permettant à cette dernière de s'accrocher à un élément fixe comme une pierre.